# سدیم تنگستات
سدیم تنگستات (به انگلیسی: Sodium tungstate) یک ترکیب شیمیایی با شناسه پاب‌کم ۱۶۵۹۱۷ است. شکل ظاهری این ترکیب، دستگاه بلوری لوزی‌پهلو سفید است.